# Pondor
Pondor is een plaats in Slovenië en maakt deel uit van de gemeente Tabor in de NUTS-3-regio Savinjska. De plaats telde 162 inwoners op 1 januari 2020.